# Цивцивадзе, Илья Бенедиктович
Илья Бенедиктович (Венедиктович) Цивцивадзе (8 марта [20 марта] 1881 год, Хони, Кутаисская губерния, Российская империя — 15 марта 1938, Москва, СССР) — деятель российского революционного движения, партийный и хозяйственный деятель в СССР.

## Биография
Родился в крестьянской семье. Грузин.
До 1902 года учился в Кутаисской духовной семинарии, исключён за антигосударственную пропаганду.
С 1902 года не работал, профессиональный революционер-подпольщик. Член РСДРП с 1903 года
1903-1904 гг. — руководил подпольными типографиями Батумского и Тифлисского комитетов РСДРП.
1905-1907 гг. — участник организации боевых формирований в Закавказье, редактор-издатель газеты РСДРП "Дро" ("Время").
1911-1915 гг. — на подпольной работе в Москве.
В 1915 году арестован, осуждён за антигосударственную деятельность, приговорён к административной высылке в Иркутскую губернию (с. Качуг, с. Голы). После Февральской революции в марте 1917 года освобождён.
В 1917 году — ответственный организатор Замоскворецкого районного комитета РСДРП(б), член Московского комитета РСДРП(б). В дни Октябрьской революции член Замоскворецкого районного военно-революционного комитета. Участник вооружённого восстания в Москве.
С декабря 1917 г. — член Президиума Московского Совета, управляющий делами Моссовета, председатель Следственной комиссии, заместитель председателя Московского революционного трибунала. В октябре 1918 года инициатор следствия по делу чекиста Фёдора Косырева. 
Делегат VII, VIII и IX съездов РКП (б). Член ВЦИК.
23 марта 1919 — 8 марта 1921 года - член Центральной Ревизионной Комиссии РКП(б)
В 1921-1922 годах — управляющий делами СНК Грузинской ССР, заместитель председателя исполкома Тифлисского Совета. С 1922-заместитель председателя Тифлисского коммунального хозяйства.
В 1922-1929 годах — заместитель заведующего Московского коммунхоза.
В 1929 году — заместитель председателя Московского отделения рабоче-крестьянской инспекции.
В 1930-1931 годах — председатель Мосмясопрома.
С 1931 года — начальник Мособлдортранса.
До сентября 1937 года — директор Особого технического бюро РККА.
8 сентября 1937 года арестован. 15 марта 1938 года приговорен Военной коллегией Верховного суда СССР по обвинению в участии в контрреволюционной террористической организации к расстрелу. В тот же день расстрелян и похоронен в Коммунарке под Москвой.
18 апреля 1956 года реабилитирован.